# Hrabstwo Travis

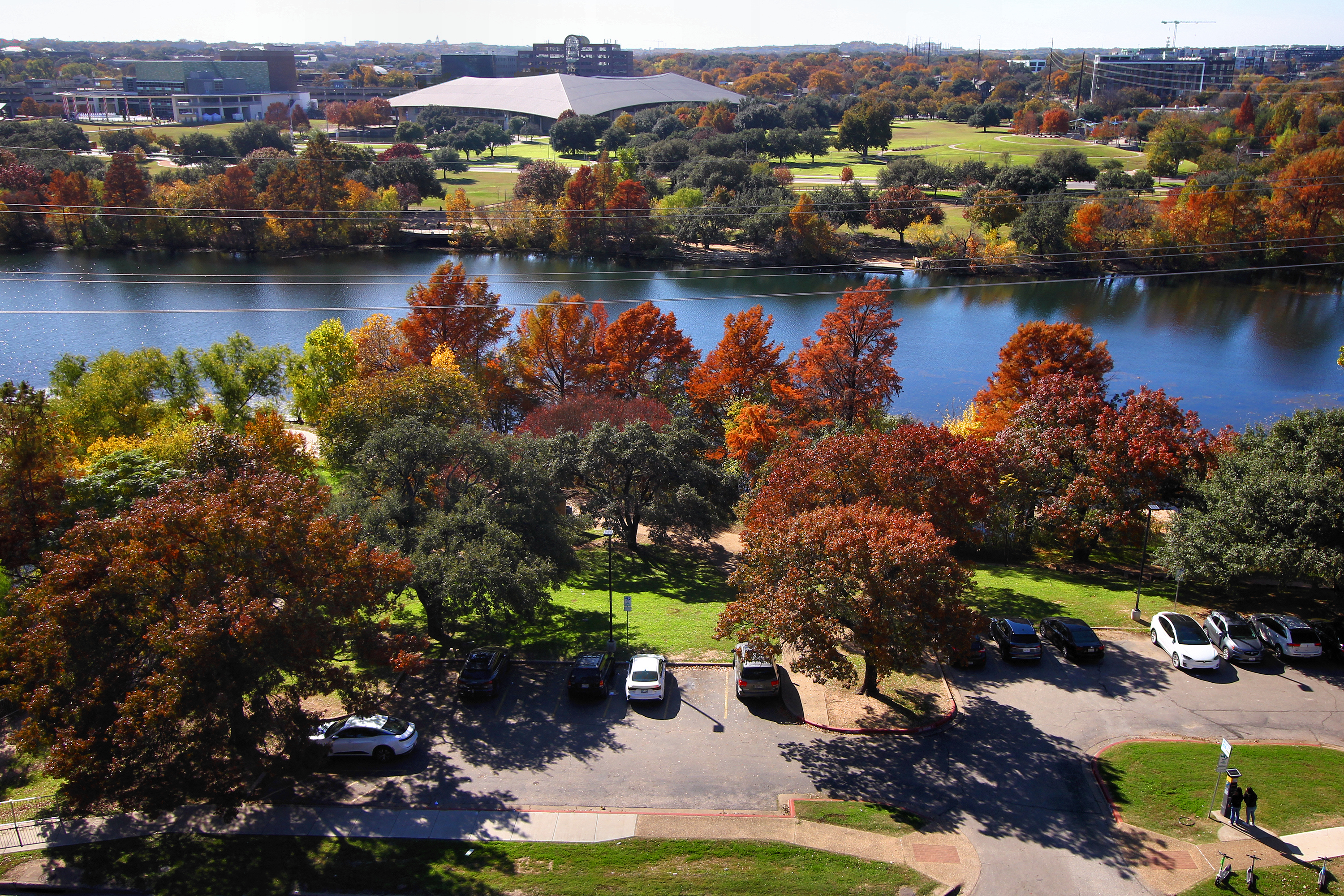
Austin

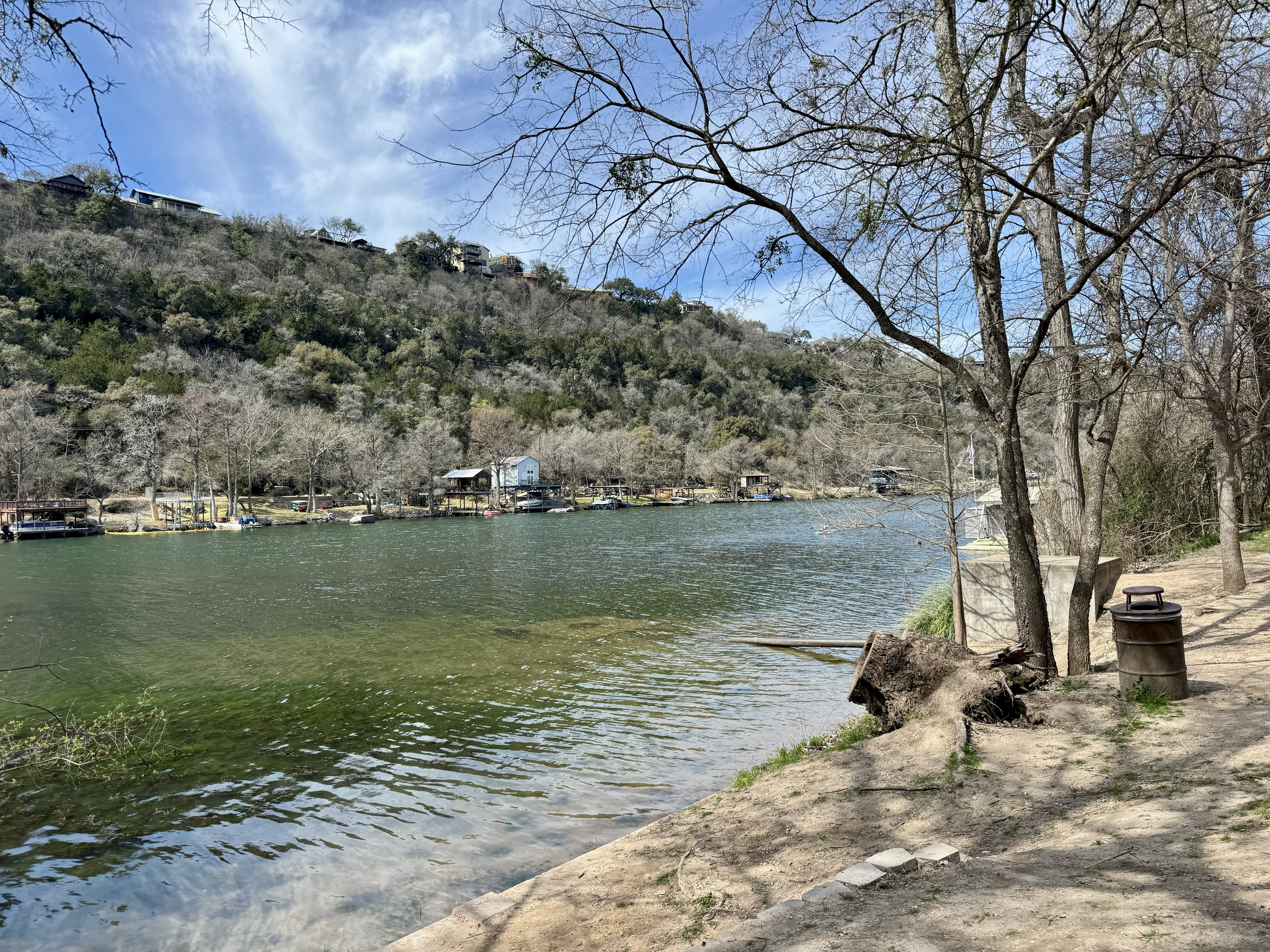
Strumień w hrabstwie Travis

Hrabstwo Travis – hrabstwo położone w USA, w stanie Teksas, będące częścią aglomeracji Austin. Utworzone w 1840 r. Siedzibą hrabstwa jest miasto Austin.
Hrabstwo jest siedzibą parku stanowego McKinney Falls, który z liczbą 309,6 tys. gości w 2023, był piątym najczęściej odwiedzanym parkiem stanowym w stanie Teksas.

## Sąsiednie hrabstwa
- Hrabstwo Williamson (północ)
- Hrabstwo Bastrop (wschód)
- Hrabstwo Caldwell (południe)
- Hrabstwo Hays (południowy zachód)
- Hrabstwo Blanco (zachód)
- Hrabstwo Burnet (północny zachód)

## Miasta
- Austin
- Bee Cave
- Cedar Park
- Creedmoor
- Jonestown
- Lago Vista
- Lakeway
- Manor
- Pflugerville
- Rollingwood
- Sunset Valley
- West Lake Hills

## Wioski
- Briarcliff
- Point Venture
- San Leanna
- The Hills
- Volente
- Webberville

## CDP
- Barton Creek
- Garfield
- Hornsby Bend
- Hudson Bend
- Jollyville
- Lost Creek
- Manchaca
- Shady Hollow
- Wells Branch
- Windemere

## Demografia
W latach 2010–2020 populacja hrabstwa wzrosła o 26% zbliżając się do 1,3 mln mieszkańców i tym samym jest piątym najbardziej zaludnionym hrabstwem Teksasu. W 2020 roku 79,7% ludności stanowią biali (48,9% nie licząc Latynosów), 33,6% to Latynosi, 8,9% to czarni lub Afroamerykanie, 7,4% miało pochodzenie azjatyckie, 2,7% było rasy mieszanej i 1,2% to rdzenna ludność Ameryki.

## Religia

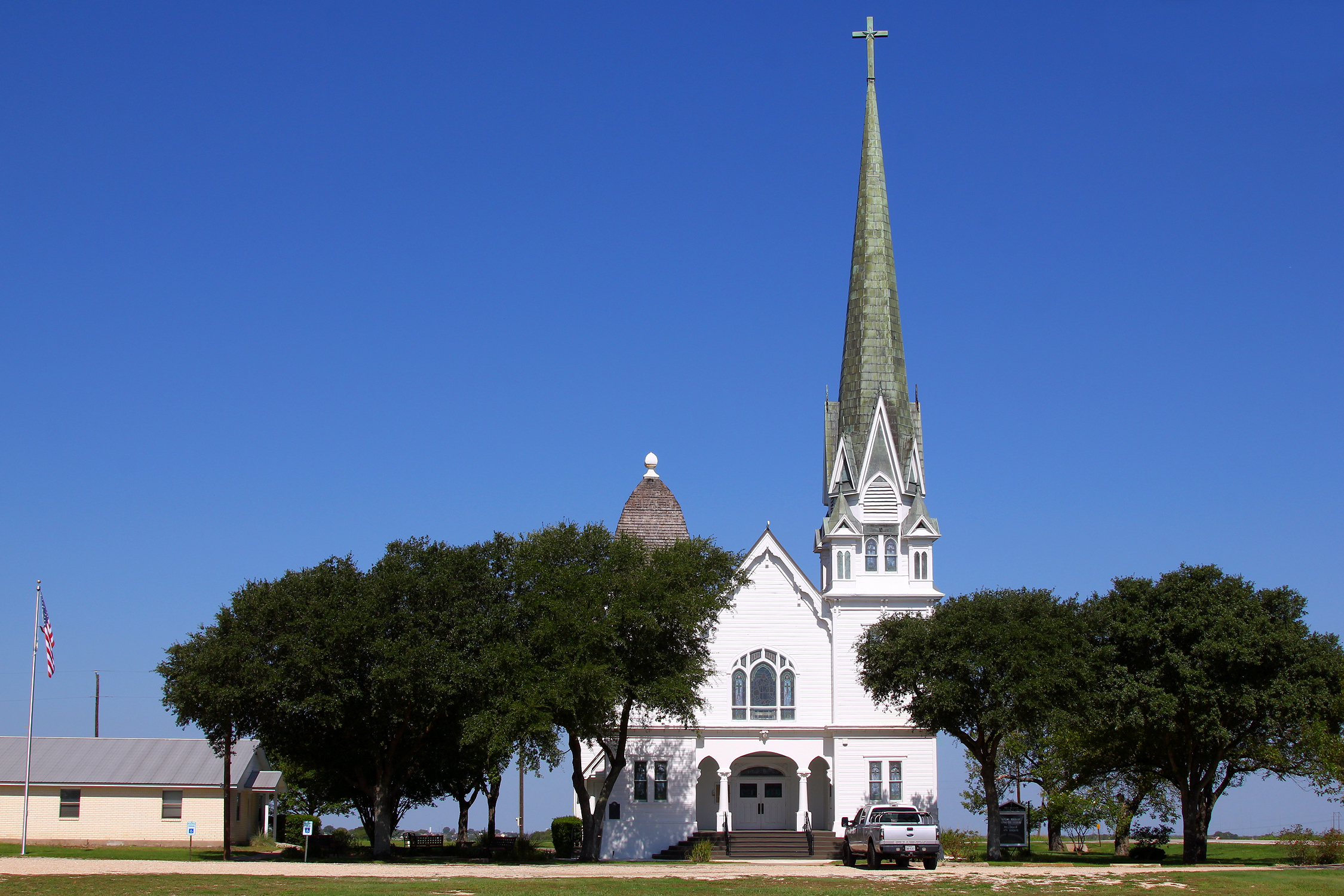
Szwedzki kościół luterański w hrabstwie Travis

W 2020 roku największą grupą w hrabstwie są protestanci, a wśród nich przeważają baptyści i inni ewangelikalni. 19,5% populacji jest członkami Kościoła katolickiego. Inne duże religie to: muzułmanie (16 tys.), świadkowie Jehowy (11,7 tys.), mormoni (9,6 tys.), buddyści (7 tys.), hinduiści (6,8 tys.) i żydzi (5,5 tys.).